# Фомин, Сергей Владимирович (математик)
Серге́й Влади́мирович Фоми́н (англ. Sergey Fomin; род. 1958) — российско-американский математик, специализирующийся в комбинаторике и её связи с алгеброй, геометрией и теорией представлений.
Вместе с Андреем Зелевинским ввёл понятие кластерной алгебры, внёс свой вклад также в такие области науки, как Schubert calculus и Enumerative geometry.

## Биография
Родился 16 февраля 1958 года в Ленинграде.
Окончил математико-механический факультет Ленинградского государственного университета в 1979 году.
С 1976 по 1983 годы работал по совместительству в ленинградской специализированной школе № 45.
В 1982—1991 годах работал в департаменте математики Ленинградского электротехнического института, в 1991—2005 годах — в Санкт-Петербургском институте информатики и автоматизации РАН.
В 1992—2000 годах работал в Массачусетском технологическом институте, с 1999 года и по настоящее время — профессор Мичиганского университета.
В 2012 году Сергей Фомин стал фелло Американского математического общества.
В 2018 году вместе с А. В. Зелевинским (ум. 2013) отмечен премией Стила в номинации «За плодотворный вклад в исследования».
Женат, имеет двоих детей.